# S-móvel indo-europeu
Nos estudos indo-europeus, o termo s-móvel (do termo 's-mobile', um adjetivo neutro latino) designa um fenômeno em que certas raizes protoindo-europeias parecem iniciar por *s-, que nem sempre está presente em todos os derivados. Assim, é por vezes representado no reflexo da raiz em alguns termos, mas não em outros. O fato de que não há consistência sobre quais grupos linguísticos retêm o s-móvel em certos casos é uma evidência que de trata-se de um fenômeno próprio do protoindo-europeu, e não um elemento adicionado ou perdido em períodos posteriores da história de línguas particulares.

## Descrição geral
Este prefixo "móvel",*s-, aparece no início de algumas raízes protoindo-europeias, mas está ausente de outras ocorrências da mesma raiz. Por exemplo, o radical *(s)táwros (touro, talvez 'auroque'), dá origem ao latim taurus e ao inglês antigo steor (steer em inglês moderno), ambos significando 'touro'. Ambas as variantes existiam lado a lado no protoindo-europeu, com o germânico preservando as formas *steuraz e *þeuraz respectivamente, enquanto itálico, celta, eslavo e outros ramos possuem palavras para 'touro' que refletem a raiz sem o *s. Compare: gótico stiur,  alemão Stier, avéstico staora (gado); mas nórdico antigo þjórr (thiórr), grego tauros, latim taurus , antigo eslavo eclesiástico turъ (tur'), lituano tauras, galês tarw,  irlandês antigo tarb, osco turuf, e o albanês taroç.
Em outros casos, é o germânico que preserva apenas a forma sem o s-móvel. A raiz protoindo-europeia *(s)teg-,'cobertura', tem como descendentes o inglês thatch ('palha', do inglês antigo þeccan), alemão decken, 'cobrir', latim tegō 'cobrir', porém as formas gregas stégō, 'cobrir' e russa stog, 'monte de palha', possuem o s inicial.
Às vezes, desenvolvimentos subsequentes podem tratar as formas com e sem o s-móvel de modo diferente. Por exemplo, segundo a Lei de Grimm, o *p protoindo-europeu torna-se o *f protogermânico, porém a combinação *sp não é afetada por esse fenômeno. Assim, a raiz *(s)prek-, que significava provavelmente algo como 'espalhar', possui duas formas descendentes em inglês: sprinkle 'borrifar' (da forma nasalizada *sprenk-) e freckle 'sardas' (da raiz *prek-).
O s-móvel é sempre seguido por outra consoante. As combinações típicas são com oclusivas surdas: *(s)p-, *(s)t-, *(s)k-; com líquidas e nasais: *(s)l-, *(s)m-, *(s)n-; e raramente *(s)w-.

## Origens
Uma teoria sobre a origem do s-móvel é a de que ele foi influenciado pelo sufixo da palavra anterior; muitos sufixos flexionais do protoindo-europeu são reconstruídos como terminados em *s, incluindo o nominativo singular e acusativo plural de muitos substantivos. O s-móvel pode, portanto, ser visto como uma interferência entre as palavras, uma espécie de sândi. Assim, por exemplo, enquanto uma alternância entre *péḱyont e *spéḱyont (ambas significando 'eles viram') pode ser difícil de imaginar, uma alternância entre *wĺ̥kʷoms péḱyont e *wĺ̥kʷoms spéḱyont ('eles viram os lobos' ) é plausível. Ambas variantes ainda seriam pronunciadas de formas diferentes, pois o duplo -ss- é distinto de um único -s- (compare a pronúncia de dois altos e dois saltos), mas nesse caso, a alternância agora pode ser entendida como um simples processo de geminação (diplicação) ou degeminação.
Isso pode ser entendido de dois modos:
- Geminação (*s→*ss): nesse caso, a forma sem o *s- é a original. O hábito de duplicar o fonema na junção das palavras, causa o segundo -*s-, que é compreendido com parte da segunda palavra. Isso é um tipo de assimilação. Obviamente, isso não pode acontecer em formas relacionadas utilizadas em diferentes posições sintáticas, de modo que a forma original sem o *s- sobrevive independentemente. Essa é a explicação fornecida por Andrew Sihler.
- Degeminação (*ss→*s): nesse caso, a forma com o *s- é a original. Quando adjacente a um sufixo terminado em *-s, ocorre a geminação. Na fala corrente, ele é reduzido a um simples *-s-, que é compreendido como pertencente ao elemento anterior, deixando a palavra seguinte sem o *s- inicial. Essa explicação é mais popular entre linguistas por duas razões: primeiro, porque uma simplificação de *ss é observada em outras situações no protoindo-europeu (por exemplo  *h1és-si → *h1ési: vide cópula indo-europeia); e segundo, porque a maioria das raízes protoindo-europeias iniciando com os encontros consonantais *sp-, *st-, etc possuem variantes sem o *s-, enquanto, por outro lado, há várias raízes iniciando com *p-, *t-, etc que não possuem uma forma iniciando com s-móvel equivalente. Se as formas sem o *s- fossem originais, haveria o problema de explicar por quê tal fenômeno não era mais comum e abrangente.

## Outros exemplos
|    | Raiz        | Significado               | Reflexos sem s-                                                            | Reflexos com s-                                                                                    |
| -- | ----------- | ------------------------- | -------------------------------------------------------------------------- | -------------------------------------------------------------------------------------------------- |
| sk | *(s)kap-    | ferramenta                | Grego antigo skeparnion                                                    | Latim capus                                                                                        |
| sk | *(s)kel-    | torto                     | Alemão schielen 'vesgo', grego skṓlēx 'verme'                              | Grego kō̃lon 'membro (do corpo)'                                                                    |
| sk | *(s)kep-    | cortar, raspar            | Inglês scab 'crosta'                                                       | Latim tardio capulare 'cortar'                                                                     |
| sk | *(s)ker-    | cortar                    | Inglês shear 'tosar', share 'partilhar'; polonês skóra 'couro'             | Latim curtus 'curto', polonês kora 'córtice'                                                       |
| sk | *(s)ker-    | dobrado                   | Inglês shrink 'encolher', avéstido skarəna 'redondo'                       | Latim curvus 'curvado', russo kriv’ 'torto', lituano kreĩvas 'torto'                               |
| sk | *(s)kleu-   | fechar                    | Alemão schließen                                                           | Latim claudere                                                                                     |
| sk | *(s)kʷal-o- | peixe grande              | Latim squalus                                                              | Inglês whale 'baleia'                                                                              |
| sl | *(s)leug-   | engolir                   | Alemão schlucken                                                           | Irlandês antogo loingid 'comidas', grego antigo lúzein 'soluço', polonês łykać, połknąć 'engolido' |
| sm | *(s)melo-   | animal pequeno            | Inglês small 'pequeno'                                                     | Irlandês míol 'animal', russo mályj 'pequeno', holandês maal 'bezerro'                             |
| sm | *(s)meld-   | fundição                  | Holandês smelten                                                           | Inglês melt; grego antigo méldein                                                                  |
| sn | *(s)neh₂-   | nado                      | Sânscrito védico snā́ti, Irlandês antigo snáïd                              | Tocário B nāskeṃ 'lavar-se (pl)'                                                                   |
| sn | *(s)nēg-o-  | cobra                     | Inglês snake                                                               | Sânscrito nāga                                                                                     |
| sp | *(s)peik-   | pica-pau, pega (ave)      | Alemão Specht 'pica-pau'                                                   | Latim pica 'pega (ave)'                                                                            |
| sp | *(s)per-    | pardal                    | Inglês sparrow, grego antigo psár 'estorninho', polonês szpak 'estorninho' | Latim parra                                                                                        |
| sp | *(s)plei-   | dividir                   | Inglês split, splinter                                                     | Inglês flint 'pedra'                                                                               |
| sp | *(s)poi-    | espuma                    | Latim spuma                                                                | Inglês foam, polonês piana                                                                         |
| st | *(s)teh₂-   | ficar em pé               | Latim stare, inglês stand                                                  | Irlandês tá 'ser'                                                                                  |
| st | *(s)twer-   | redemoinho                | Inglês storm 'tempestade'                                                  | Latim turba 'comoção'                                                                              |
| st | *(s)ton-    | trovão                    | Grego stenein                                                              | Inglês thunder, Latim tonare                                                                       |
| sw | *(s)wagʰ-   | ressoar                   | Inglês sough 'sopro (do vento)'                                            | Grego antigo ēkhḗ 'som, eco'                                                                       |
| sw | *(s)wendʰ-  | diminuir, decair, murchar | Alemão schwinden 'decair, diminuir'                                        | Russo vjánut′, uvjadát′ 'murchar', polonês więdnąć 'murchar'                                       |

Um número de raízes iniciando em *sl-, *sm-, *sn- parecem ter um s-móvel, porém a evidência é inconclusiva, uma vez que diversas línguas (latim, grego e albanês) perderam um s- inicial antes de consoantes soantes (l, m, n) por meio de mudanças sonoras regulares. Exemplos incluem:
|    | Raiz        | Significado     | Reflexos com s-                                                                                              | Reflexos sem s-                                 |
| -- | ----------- | --------------- | --- | ----------------------------------------------- |
| sl | *(s)leg-    | frouxo, folgado | Inglês slack                                                                                                 | Irlandês antigo lacc, grego antigo lagarós      |
| sl | *(s)lei-    | viscoso         | Inglês slime 'lodo', irlandês sleamhuin ‘suave’, lituano sliẽnas, polonês ślimak ‘lesma’                     | Latim limus ‘limo’, grego antigo leímax ‘lesma’ |
| sm | *(s)mek-    | queixo          | Hitita zama(n)gur, irlandês smeach, inglês antigo smǣras ‘lábios’, lituano smãkras, smakrà, sânscrito śmaśru | Latim māxilla, albanês mjekër, armênio mawrukʿ  |
| sn | *(s)neigʷh- | neve            | Inglês snow, letão snìegs, russo sneg, avéstico snaēža-, sânscrito snéha                                     | Latim nix, grego antigo nípha                   |
| sn | *(s)nus-    | nora            | Alemão Schnur, islandês snör, tcheco snacha, persa suna, sânscrito snuṣā́                                     | Latim nurus, grego antigo nyós, armênio nu      |